# Comté de Sonoma
Pour les articles homonymes, voir Sonoma.
Le comté de Sonoma (en anglais : Sonoma County) est un comté de l'État américain de Californie. Selon le recensement de 2020, il compte 488 863 habitants, pour une superficie de 4 579 km2. Son siège est Santa Rosa. À 150 km au nord de San Francisco, plusieurs centrales géothermiques sont contrôlées par la société Calpine. 

## Chronologie
- 1812 : fondation de Fort Ross par des Russes venant de l'Alaska près de la Russian River.
- 1836 : la Compagnie russe d'Amérique envoie de Moscou un agronome, Igor Tchernykh, qui plante des vignes dans la vallée de la Sonoma, premières en date au nord de San Francisco.
- 1850 : le comté de Marin devient l'un des 27 comtés créés à la suite de l'adoption de la Constitution de la Californie l'année précédente.
- 1894 : fondation de la localité utopiste d'Altruiria par des socialistes chrétiens, abandonnée deux ans plus tard.

## Géographie

### Situation
|                 | Comté de Mendocino | Comté de Lake   |
| Océan Pacifique | comté de Sonoma    | Comté de Napa   |
|                 | Comté de Marin     | Comté de Solano |

### Localités
Le comté de Sonoma compte neuf villes (Cloverdale, Cotati, Healdsburg, Petaluma, Rohnert Park, Santa Rosa, Sebastopol, Sonoma et Windsor) et vingt-huit census-designated places (CDP).

## Démographie
| Groupe            | Comté de Sonoma | Californie | États-Unis |
| ----------------- | --------------- | ---------- | ---------- |
| Blancs            | 76,8            | 57,6       | 72,4       |
| Autres            | 11,8            | 17,0       | 6,2        |
| Métis             | 4,4             | 4,9        | 2,9        |
| Afro-Américains   | 1,6             | 6,5        | 13,3       |
| Amérindiens       | 1,3             | 1,0        | 0,9        |
| Asiatiques        | 3,8             | 13,1       | 4,8        |
| Océano-Américains | 0,3             | 0,5        | 0,2        |
| Total             | 100             | 100        | 100        |
|                   |                 |            |            |
| Latino-Américains | 24,5            | 37,6       | 16,7       |

Selon l'American Community Survey, pour la période 2011-2015, 74,15 % de la population âgée de plus de 5 ans déclare parler anglais à la maison, alors que 19,78 % déclare parler l'espagnol, 0,63 % une langue chinoise, 0,47 % le tagalog, 0,42 % le français, 0,41 % l'allemand, 0,35 % une langue africaine, 0,32 % l'italien, 0,32 % le portugais, 0,28 % le vietnamien, 0,25 % le russe et 2,62 % une autre langue.
| 1850 | 1860   | 1870   | 1880   | 1890   | 1900   |
| ---- | ------ | ------ | ------ | ------ | ------ |
| 560  | 11 867 | 19 819 | 25 926 | 32 721 | 38 480 |

| 1910   | 1920   | 1930   | 1940   | 1950    | 1960    |
| ------ | ------ | ------ | ------ | ------- | ------- |
| 48 394 | 52 090 | 62 222 | 69 052 | 103 405 | 147 375 |

| 1970    | 1980    | 1990    | 2000    | 2010    | 2020    |
| ------- | ------- | ------- | ------- | ------- | ------- |
| 204 885 | 299 681 | 388 222 | 458 614 | 483 878 | 488 863 |

## Économie
Les centrales thermiques suivantes sont situées dans le comté :
- Sulphur Springs, 1980, 55 mégawatts
- Eagle Rock, 1975, 60 mégawatts
- Ridge Line #7 and #8, 1972, 72 mégawatts
- Grant, 1985, 40 mégawatts
- Socrates, 1983, 51 mégawatts
- Aidlin, Cloverdale, 1989, 16 mégawatts
- McCabe #5 and #6, 1971, 75 mégawatts
- Cobb Creek, 1979, 53 mégawatts
- Lake view, 1982, 50 mégawatts